# Frank Bunce
Frank Eneri Bunce (Auckland, 4 febbraio 1962) è un ex rugbista a 15 e allenatore di rugby a 15 neozelandese, tre quarti centro internazionale per Samoa nel 1991 e per la Nuova Zelanda dal 1992 al 1997.

## Biografia
Pronipote di Robert Rex, primo ministro di Niue (a sua volta discendente dall'esploratore George Rex, ritenuto a lungo, ancorché erroneamente, figlio di una mai accertata relazione del re Giorgio III con Hannah Lightfoot), Bunce iniziò la sua carriera provinciale nella selezione minore di Auckland nel 1984, squadra in cui rimase fino al 1991.
In tale anno esordì a livello internazionale per Samoa, nella Coppa del Mondo di rugby 1991 contro il Galles; nel 1992 fu cooptato dalla Nuova Zelanda e debuttò negli All Blacks a trent'anni contro una selezione internazionale allestita per celebrare il centenario della New Zealand Rugby Union.
Prese parte alla Coppa del Mondo di rugby 1995 con la Nuova Zelanda, giungendo secondo dopo la finale persa contro i padroni di casa del Sudafrica, e divenuto professionista entrò nella franchise di Super 12 dei Chiefs; nel 1998 si trasferì in Francia al Castres, e a causa di un impegno con tale squadra non poté presentarsi in tempo a un allenamento in patria con gli All Blacks, dai quali fu scartato; la sua ultima partita internazionale fu quindi quella disputata a fine 1997 contro l'Inghilterra a Twickenham.
Terminò la sua carriera in Inghilterra al Bristol a 37 anni, come rimpiazzo trimestrale dei giocatori internazionali impegnati nella concomitante Coppa del Mondo.
Divenuto allenatore, ebbe il suo primo incarico tecnico in Italia alla neonata formazione della Leonessa, formazione di Super 10; dopo un triennio nella squadra bresciana tornò in patria come allenatore della difesa di Auckland.
Nel 2005 fu assistente tecnico sulla panchina di Samoa.
Bunce è autore di due libri: il primo, Frank Confessions, un'autobiografia (1998) e il secondo, scritto in collaborazione con Tony Williams, Rugby Skills, Tactics and Rules (2008), manuale tecnico della disciplina.

## Opere
- (EN) Frank Confessions: Life in the All Black Fast Lane, Auckland, Hachette New Zealand, 1998, ISBN 1-86958-638-7.
- (EN) (con Tony Williams), Rugby Skills, Tactics and Rules, Londra, A & C Black, 2008, ISBN 1-4081-0914-X.